# Wiener Frauen
För valsen med samma namn av Johann Strauss den yngre, se Wiener Frauen (vals).
Wiener Frauen är en operett i tre akter med musik av Franz Lehár och libretto av Hans Bergler (alias Ottokar Tann-Bergler) och Emil Norini. Den bygger på komedin Der Schlüssel zum Paradies och hade arbetstiteln Der Klavierstimmer eller Clavierlehrer. Premiären ägde rum den 21 november 1902 på Theater an der Wien i Wien med sångaren Alexander Girardi i huvudrollen. Verket var Lehárs första operett och han komponerade den samtidigt som han höll på med Der Rastelbinder.

## Personer
- Claire
- Philip Rosner, förlovad med Claire
- Willibald Brandl, pianostämmare och före detta fästman till Claire
- Johann Nepomuk Nechledil, böhmisk musiklärare
- Fini, Lini och Tini, hans tre döttrar
- Jeanette, Rosners husa

## Handling
Claire är förlovade med den välbärgade Philip Rosner. Flera år tidigare var hon förälskad i sin pianolärare Willibald Brandl. Han hade förtrollat henne med en oemotståndlig sjungande vals. De båda planerade en gemensam framtid tillsammans, men därav blev inget då Willibald försvann till Amerika. Claire trodde att Willibald hade drunknat. Slutligen förälskade hon sig och förlovade sig med Philip Rosner. Kort tid före bröllopet hörde hon från ett angränsande rum samma vals som Willibald en gång hade spelat. Hon förstod då att Willibald ännu var i livet och hade återvänt till Wien från Amerika. Nu tvekar hon mellan de båda männen och skjuter upp det planerade bröllopet med Philip, då hon fortfarande har outtalade känslor kvar för Willibald. Naturligtvis är Philip inte nöjd med denna utveckling. Han bestämmer sig för att försöka få Claire på andra tankar. Till det tar han hjälp av Fini, Lini och Tini (de tre döttrarna till den böhmiske musikläraren Nechledil), som försöker lägga an på Willibald. Claire blir missnöjd då Willibald inte verkar vara immun mot de tre döttrarnas charm. Slutligen träffas alla inblandade hos en advokat för att försöka finna en utväg ut ur situationen. Då avslöjar Willibald att han gifte sig i Amerika och att hans hustru härstammar från Kongo. Alla utom husan Jeanette blir förskräckta. Saken klarnar dock då advokaten finner att Willibalds hustru har begärt skilsmässa. Willibald, som under tiden har förälskat sig i Jeanette, ger sitt bifall till skilsmässan. Claire gifter sig som planerat med sin Philip och Willibald med Jeanette.

## Musiknummer
De mest bekanta musiknumren spelades in på en CD av märket CPO. Helmuth Froschauer dirigerade orkester och kör från WDR Rundfunkorchester. Sångarna var Anke Hoffmann, Anneli Pfeffer, Peter Minich, Thomas Dewald, Boris Leisenheimer och Elsbieta Kalvelage. Följande nummer finns på denna CD:
- Nr. 1 Lied der Jeanette
- Nr. 2 Lied des Philipe: Zwei müssen sein
- Nr. 4 Entree des Willibald Brandl: Die Häuser baun sie himmelwärts
- Nr. 5 Entree der Claire: Aber trotz ach und weh
- Nr. 7 Brautchor
- Nr. 8 Duett: Endlich allein
- Nr. 9 Quadrille
- Nr. 10 Böhmisches Lied: Wo die Moldau majestätisch rauscht
- Nr. 11 Duett: Ist guter Will auf beiden Seiten
- Nr. 12 Spanische Romanze: Schöne Rose
- Nr. 15 Lied des Philipes: Schöne Frauen (im Original hieß es noch Wiener Frauen)
- Nr. 16 Duett: Aber es geht nicht
- Nr. 17 Nechledil-Marsch

## Mottagande
Operetten fick ett gott mottagande av publiken både vid premiären och kort därefter. Mycket tack vare sångaren Alexander Giradi, som under flera decennier tjusat sin publik. Han samarbetade till en början bra med Lehár. Senare skulle han dock bryta med kompositören och betraktade dennes senare verk från Glada änkan och framåt såsom själlösa Hüpfoperetten. Oberoende av detta la sig entusiasmen för Wiener Frauen dock snart. Den andra operetten som Lehár komponerade samtidigt, Der Rastelbinder, som hade premiär på Carltheater, rönte mer framgång. (Existensen respektive den aktuella premiären på en konkurrerande teater av en andra Lehár-operett förargade Theater an der Wien.) Lehárs första operett uppfördes 1903 i Budapest i en ungersk version. Den första belagda uppsättningen i Tyskland ägde rum den 20 oktober 1906 i Leipzig. Visserligen var verket vid denna uppsättning omarbetad. Den hette numera Der Schlüssel zum Paradies och utspelades inte i Wien, utan i Paris. En del musiknummer hade också blivit strukna och ersatts av en del nykomponerade. Även den del rollnamn ändrades till franska. Kortvarig blev framgången även med denna version. Idag uppförs en del musiknummer vid konserter. Som helhet uppförs verkets alla versioner dock mycket sällan.

## Trivia
Kupletten, som döljer sig bakom Nechledil Marsch, var ursprungligen tänkt för karaktären Nechledil. Därför bär den fortfarande detta namn. Kort tid före premiären hade dock Alexander Girardi bestämt sig själv sjunga denna sång, även om den inte var skriven för honom (han sjöng rollen som Willibald). Framgången gav honom rätt. Han hade skapat ytterligare en succéschlager.